# Косиро, Юдзо
Юдзо Косиро (яп. 古代 祐三 Косиро Ю:дзо:, родился 12 декабря 1967 года в Хино) — японский композитор, автор музыки для видеоигр.

## Ранняя жизнь
Косиро стал заниматься музыкой очень рано, начав играть на пианино в возрасте трёх лет. Он также брал уроки по сочинению музыки у известного композитора Дзё Хисаиси.

## Карьера
Первым местом работы Косиро стала компания Nihon Falcom, куда он пришёл в 1986 году. Там он принял участие в работе над музыкой к играм Xanadu Scenario II и Romancia. Наиболее известными его работами, сделанными для Falcom, стала музыка к играм Sorcerian, Ys I и Ys II. После Ys II Косиро ушёл из Falcom и стал работать как фрилансер, занимаясь сочинением музыки к играм разных компаний. В частности, он сочинил музыку к нескольким играм компании Sega — The Revenge of Shinobi и трилогии Streets of Rage. Музыка для трилогии стала одной из самых известных работ Косиро. Он также сочинил музыку к играм ActRaiser и ActRaiser 2 для компании Quintet.
В 1990 году Косиро помог основать компанию Ancient Corp. и участвовал в разработке нескольких её игр, включая игру Beyond Oasis, где он являлся автором музыки и продюсером.
Среди недавних работ Косиро — музыка для игр Wangan Midnight Maximum Tune, Etrian Odyssey и Etrian Odyssey 2.
Косиро также сочинил основную тему для французского телевизионного канала Nolife.

## Выступления
Живое исполнение музыки из игры ActRaiser прошло в 2004 году в составе второго концерта Symphonic Game Music Concert в Лейпциге, Германия, а также в 2005 году в составе первого концерта Chamber Music Game Concert, прошедшего там же. Косиро также участвовал в PLAY! A Video Game Symphony, симфоническом мировом туре, включающем исполнение музыки из видеоигр, для которого он выполнил аранжировку музыки из игры Sonic The Hedgehog. Он принял участие в мировой премьере, прошедшей 27 мая 2006 года в Чикаго.
23 августа 2006 года музыка из игры The Revenge of Shinobi была исполнена в составе четвёртого концерта Symphonic Game Concert в Лейпциге. Аранжировка была выполнена самим Косиро. Она также была исполнена на концертах в Стокгольме в 2007 году и в Праге в 2008 году, в составе PLAY! A Video Game Symphony.
15 и 16 июня 2007 года Косиро выступал как диск-жокей для поклонников в Сингапуре, на мероприятиях перед концертом PLAY! Сет состоял из некоторых наиболее известных его работ, включая музыку из игр Wangan Midnight- и серии Streets of Rage.
В 2007 году Косиро выполнил аранжировку музыки из игры New Super Mario Bros. для пятого концерта Symphonic Game Music Concert в Лейпциге, прошедшего 22 августа 2007 года. После концерта он принял участие в общении с публикой и раздаче автографов.
Он также выполнил аранжировку музыки Криса Хюльсбека из игры Jim Power in Mutant Planet для мероприятия Symphonic Shades - Huelsbeck in Concert, прошедшего 23 августа 2008 года в Кёльне, Германия. Музыка была исполнена оркестром WDR Radio Orchestra и хором FILMharmonic Choir Prague. Косиро был доступен для общения после двух концертов.

## Работы

### Музыка для видеоигр
- Xanadu Scenario II (PC-88, PC-98)
- Ys (PC-88, PC-98)
- Ys II (PC-88, PC-98)
- Romancia (PC-88)
- Legacy of the Wizard / Dragon Slayer IV (NES/Famicom)
- Sorcerian (PC-88, PC-98)
- Algarna (Sharp X1)
- Bosconian (Sharp X68000)
- The Scheme (PC-88)
- Journey to Silius (NES/Famicom) ― совместно с Кодакой
- Misty Blue (PC-88)
- Star Wars - Attack of the Death Star (аранжировка для X68000)
- The Stickman is Back (Sega Mega Drive/Genesis) — не издана
- The Revenge of Shinobi / The Super Shinobi (Mega Drive/Genesis)
- Thrice (Slice) (Sharp X68000)
- Streets of Rage / Bare Knuckle (Mega Drive/Genesis)
- Sonic the Hedgehog (Sega Game Gear, Sega Master System)
- ActRaiser (Super NES/Super Famicom)
- ActRaiser 2 (SNES / SFC)
- Super Adventure Island (SNES / SFC)
- Streets of Rage 2 / Bare Knuckle II (Mega Drive/Genesis) — совместно с Мотохиро Кавасимой
- Slap Fight (Mega Drive) — выпущена только в Японии
- Miracle Casino Paradise (SFC) —выпущена только в Японии
- Shinobi / The GG Shinobi (Game Gear)
- Shinobi II: The Silent Fury / The GG Shinobi II (Game Gear)
- Batman Returns (Game Gear, Master System)
- Streets of Rage 3 / Bare Knuckle III (Mega Drive/Genesis) — совместно с Мотохиро Кавасимой
- Beyond Oasis / The Story of Thor (Mega Drive / Genesis)
- Eye of the Beholder (Sega CD)
- Zork I (Sega Saturn / PlayStation)
- The Legend of Oasis / The Story of Thor 2 (Sega Saturn)
- Vatlva (Sega Saturn)
- Culdcept (Sega Saturn) — совместно с Такэси Янагавой
- Shenmue (Dreamcast) —совместно с Такэнобу Мицуёси, Такэси Янагавой, Осаму Муратой и Рюдзи Иути
- Wangan Midnight (аркадный автомат, PlayStation 2)
- Car Battler Joe (Game Boy Advance)
- Wangan Midnight Maximum Tune (аркадный автомат)
- Amazing Island (Nintendo GameCube)
- Wangan Midnight: Maximum Tune 2 (аркадный автомат)
- Namco × Capcom (PlayStation 2)
- Dance Dance Revolution Extreme 2 (USA) / Dancing Stage Max (PAL) / Dance Dance Revolution STR!KE (JPN) (PlayStation 2) — песня «You Gotta Move It» с вокалом Julie Rugaard
- Castlevania: Portrait of Ruin (Nintendo DS) — совместно с Митиру Яманэ
- Etrian Odyssey (Nintendo DS)
- Wangan Midnight: Maximum Tune 3 (аркадный автомат)
- Fuzion Frenzy 2 (Xbox 360)
- Warriors Of The Lost Empire (USA) / Lost Regnum (JPN) (PlayStation Portable)
- Kateikyoushi Hitman Reborn! Dream Hyper Battle! (PlayStation 2, Wii) — совместно с Томонори Хаясибэ и Мотохиро Кавасимой
- Super Smash Bros. Brawl (Wii) — совместно со многими другими композиторами
- Etrian Odyssey II (Nintendo DS)
- Wangan Midnight: Maximum Tune 3DX (аркадный автомат)
- Otomedius G (Xbox 360) — аранжировка композиции Planet Ratis из игры Salamander
- 7th Dragon (Nintendo DS)
- Half-Minute Hero (PSP)

Среди других проектов — Merregnon Soundtrack - Volume 2, Ten Plants, Street Fighter Tribute Album (ремикс музыки на уровне M.Bizon), FM Sound Module Maniax, аранжировки для саундтрека Pink Sweets.

### Дискография
- The Scheme (21 декабря 1989, Alfa Records, 25A2-8)
- The Super Shinobi & Works (25 декабря 1989, Alpha Records, 25A2-53)
- ActRaiser OST (25 января 1991, Alfa Records, ALCA-105)
- Misty Blue (21 апреля 1991, Alfa Records, ALCA-123)
- Bare Knuckle (Streets of Rage) OST (21 сентября 1991, Alfa Records, ALCA-181)
- ActRaiser Symphonic Suite (21 сентября 1991, Alpha Records, ALCA-182, с Japan Shinsei Symphony Orchestra)
- Super Adventure Island (21 января 1992, Alfa Records, ALCA-242)
- Yuzo Koshiro Early Collection (21 июля 1992, Alfa Records, ALCA-328)
- Bare Knuckle II (Streets of Rage 2) OST (21 января 1993, Alfa Records, ALCA-443, совместно с Мотохиро Кавасимой)
- Bare Knuckle III (Streets of Rage 3) OST (24 августа 1994, Alfa Records, ALCA-5006, совместно с Мотохиро Кавасимой)
- Yuzo Koshiro Early Collection 2nd (1 августа 1998, Ancient, PRD-688)
- Culdcept OST (21 января 1998, First Smile, FSCA-10028, совместно с Такэси Янагавой)
- Streets of Rage 2 OST (1 февраля 2000, Mars Colony Music, MCM-10106-2, переиздание)
- Legend 80’s «The Scheme Soundtrack» (21 августа 2002, Scitron, SCDC-00199, ремастеринг и новые композиции)
- Wangan Midnight OST (4 сентября 2002, Scitron, SCDC-00188)
- Wangan Midnight Maximum Tune 2 OST (6 апреля 2005, King Records, KICA-1361/1362)
- Capture Chronicle Series «Gain Ground & Crack Down» (24 марта 2006, Scitron, SDDV-00031/32)
- Wangan Midnight Maximum Tune 3 OST (27 сентября 2007, Marvelous Entertainment, MJCD-20102)

Принял участие в работе над альбомами:
- All Over Xanadu (5 июля 1987, Apollon Music Industrial Corp., BY30-5170)
- Romancia Sound Fantasy (21 ноября 1987, Apollon Music Industrial Corp., BY30-5176)
- Perfect Collection Ys (5 августа 1990, King Records, KICA-1012/1013)
- Perfect Collection Ys 2 (5 сентября 1990, King Records, KICA-1014/1015)
- Perfect Collection Sorcerian Vol. 2 (21 сентября 1991, King Records, KICA-1037/1038)
- Perfect Collection Sorcerian Vol. 3 (21 ноября 1991, King Records, KICA-1039/1040)
- Great Wall (16 августа 1993, Troubadour Records, TTRC-0002)
- Perfect Collection Ys IV — The Dawn of Ys Volume 1 (23 февраля 1994, King Records, KICA-1139)
- Little Princess Puppet Princess of Marl’s Kingdom 2 OST (8 марта 2000, Toshiba EMI/Future Land, TYCY-10031)
- Shenmue Chapter 1 — Yokosuka OST (23 марта 2000, Future Land, TYCY-10034/10035)
- Street Fighter Tribute Album (17 декабря 2003, Suleputer, CPCA-1083)
- Merregnon Soundtrack — Volume 2 (19 мая 2004, Totentanz (Soulfood Music), TOT 23009)
- Merregnon Soundtrack — Volume 2 (19 января 2005, Dex Entertainment, DECX-0018, rerelease)
- Namco x Capcom OST (23 августа 2005, Suleputer, CPCA-10118)
- Dance Dance Revolution Festival & Strike Original Soundtrack (15 февраля 2006, Toshiba EMI, TOCP-64291/64292)

## Интересные факты
- Сестра Юдзо, Аяно Косиро, работала над дизайном персонажей и графикой для нескольких игр, над которыми работал Юдзо, включая серии Streets of Rage, Ys и ActRaiser.
- Песни Together Again Джанет Джексон (1997) и Känn ingen sorg för mig Göteborg Håkan Hellström (2000) используют мелодию из композиции Bridge Zone из игры Sonic The Hedgehog (1991), сочинённую Косиро[3][4].
- В 2007 году бразильская кавер-группа Megadriver, исполняющая музыку из видеоигр, выпустила трибьют-альбом «Sword, Shurikins and Fists», состоящий из кавер-версий композиций Косиро.